# 庫亞維濱海省
庫亞維濱海省（波蘭語：Województwo kujawsko-pomorskie），又译库亚维-波美拉尼亚省、库亚维-波莫尔斯基省，是波蘭的一個省，位於該國北部。首府为比得哥什和托倫。全省面積17,969平方公里。2006年人口数量為2,068,000人。
1999年由原比得哥什省、托倫省、弗沃茨瓦韋克省合併而成，位于两块历史地区庫亞維和波美拉尼亞（意为“滨海”）的边缘地带，省名由此得来。下分为4个县级市和19个縣，共144个市鎮。